# Гайдамашко, Игорь Вячеславович
Игорь Вячеславович Гайдамашко (19 октября 1962 года) — российский учёный-педагог, академик РАО (2019).

## Биография
Родился 19 октября 1962 года.
Окончил кафедру акмеологии Российской академии государственной службы.
В 2009 году — защитил докторскую диссертацию, тема: «Разработка психологической концепции становления кадров военного управления».
Работал в Московском государственном областном университете старшим научным сотрудником лаборатории проблем социализации, на кафедре административного права и административно-служебной деятельности Академии экономической безопасности МВД России, занимал должность начальника учебного отдела Академии.
Заведовал кафедрой психологии и педагогики Института кибернетики РТУ МИРЭА.
В 2016 году — избран членом-корреспондентом, в 2019 году — академиком Российской академии образования от Отделения философии образования и теоретической педагогики.
Директор Института технологий управления Российского технологического университета МИРЭА. Главный ученый секретарь Президиума РАО, начальник отдела перспективных и научных исследований РАО.
Член Российского психологического общества, Московского психологического общества. Член экспертного совета конкурса «Школьная проектная олимпиада».
Член международного редакционного совета журнала «Вестник Московского университета. Серия 14. Психология».
6 марта 2022 года после вторжения России на Украину подписал письмо в поддержу российской агрессии. С 9 июня 2022 года находится под персональными санкциями Украины за поддержку войны. Также был внесён ФБК в список коррупционеров и разжигателей войны за поддержку нападения на Украину, 16 марта 2022 года форумом свободной России внесён в «Список Путина» с предложением введения против него международных санкций.

## Основные публикации
- Аристер Н. И., Анцупов А. Я., Гайдамашко И. В. и. др. Стратегия и практика достижения высшей квалификации субъектом инновационного труда. — М., 2016.
- Васина Н. В., Гайдамашко И. В., Лаптев Л. Г., Манохина О. А. Введение в профессию менеджера: основы инновационной научно-исследовательской и профессиональной деятельности. Магнитогорск, 2014.
- Гайдамашко И. В., Филатов С. В., Цуникова Т. Г. Методические рекомендации по проведению исследования проблем управления качеством профессиональной подготовки бакалавров в техническом университете. М., 2014.

## Награды
- Почётный работник высшего профессионального образования Российской Федерации